# Vẹt dù
Vẹt dù hay còn gọi vẹt rễ lồi (danh pháp khoa học: Bruguiera gymnorrhiza) là loài cây thuộc họ Đước (Rhizophoraceae). Loài này được Carl Linnaeus) Jean-Baptiste Lamarck miêu tả khoa học đầu tiên năm 1798.
Đây là loài cây nhỏ, cao đến 10 m. Cây mọc ven biển hoặc trong rừng ngập mặn, thường sinh sống cùng với các cây thuộc chi Đước. Vỏ cây xù xì, màu nâu đỏ. Hoa có màu trắng kem và sớm chuyển màu nâu. Các lá đài được kéo dài, hẹp và hơi nhọn. Khi trưởng thành, quả hình thoi rơi xuống bùn theo vị trí thẳng đứng, sau đó nó nhanh chóng mọc rễ.

## Hình ảnh

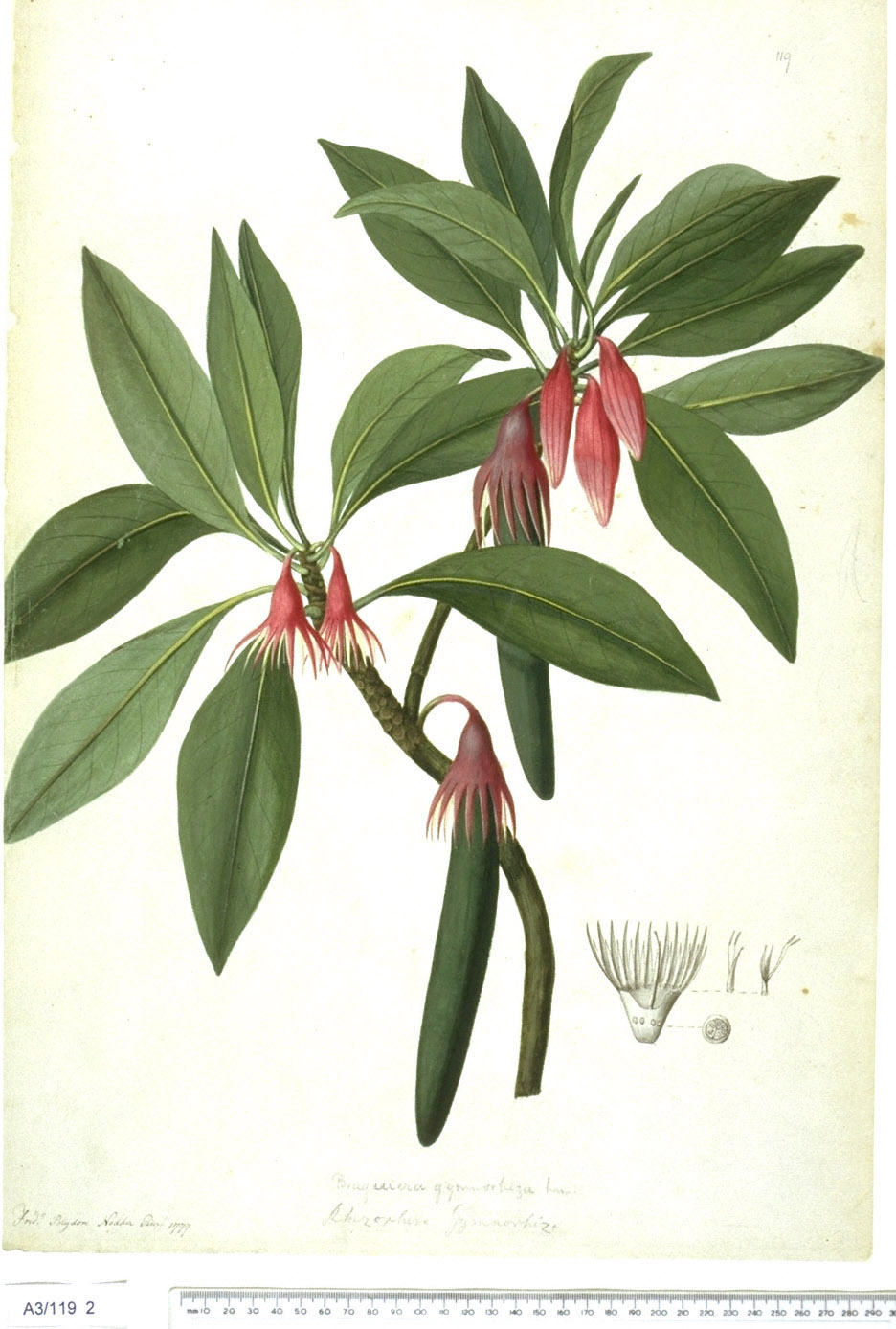
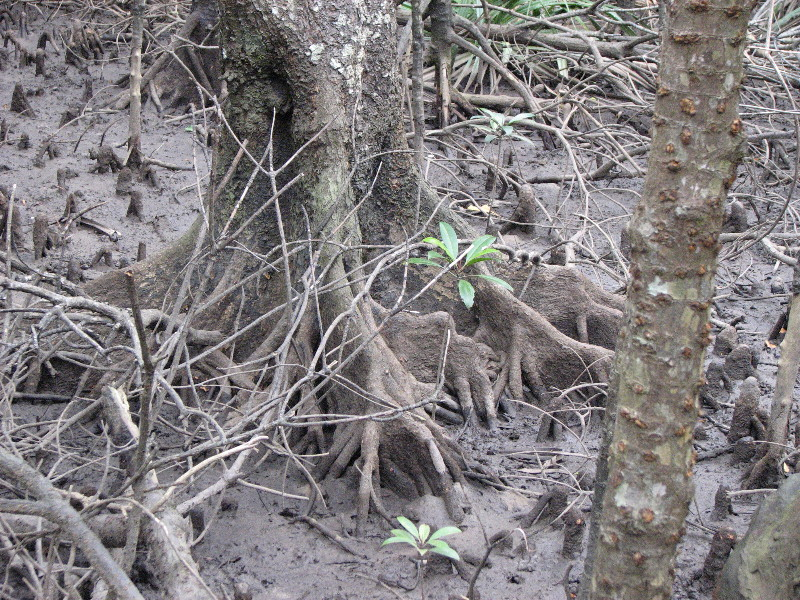
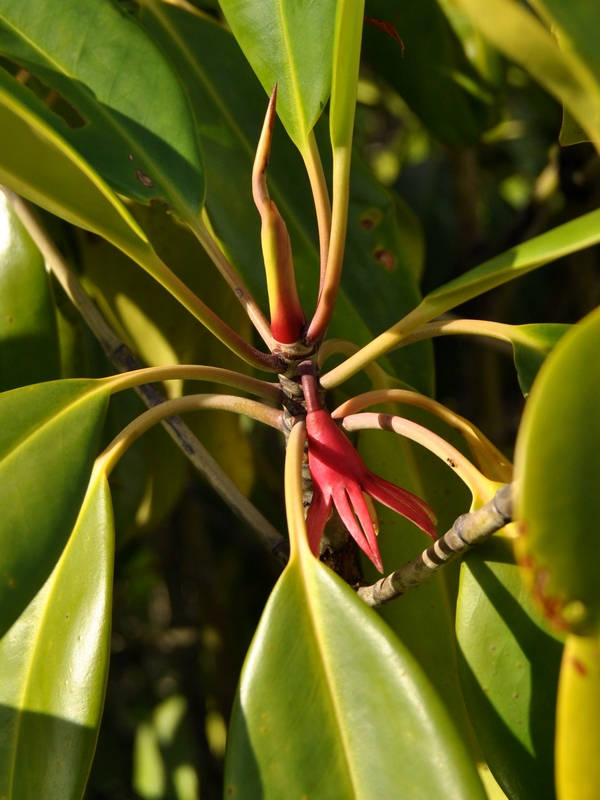
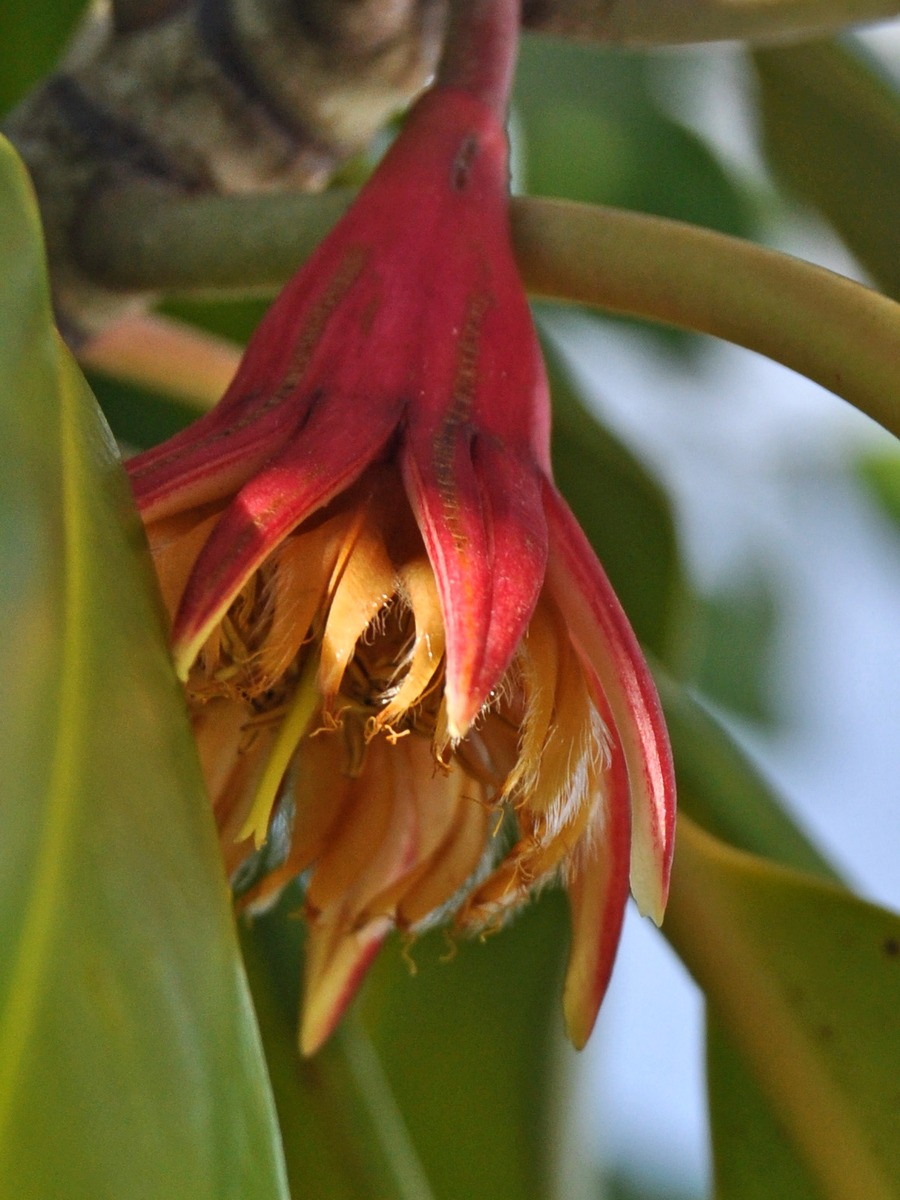